# 稲垣定享
稲垣 定享（いながき さだかず、宝永7年（1710年）- 元文5年4月25日（1740年5月20日））は、近江山上藩の第3代藩主。
第2代藩主稲垣重房の長男。正室は北条氏朝の娘。官位は従五位下、安芸守。
宝永7年（1710年）、もしくは正徳4年（1714年）3月7日生まれとも言われている。幼名は熊次郎。享保5年（1720年）4月26日、父の死去により跡を継ぐ。享保11年（1726年）5月28日、将軍徳川吉宗に御目見する。同年12月18日、従五位下・安芸守に叙任する。享保17年（1732年）4月、日光祭礼奉行を命じられる。享保19年（1734年）5月、駿府加番を命じられる。江戸の大火で上下両屋敷が焼失して出費が相次いだため、質素倹約や新田開発を主とした藩政改革を断行したが、効果が見込めず、また定享自身が元文5年（1740年）4月25日に早世したため、失敗に終わった。跡を養嗣子の定計が継いだ。墓所は群馬県伊勢崎市の天増寺。

## 系譜
父母
- 稲垣重房（父）

正室
- 北条氏朝の娘

子女
- 二女あり

養子
- 稲垣定計 ー 稲垣昭倫[1]の次男